# Подольская, Наталья Юрьевна (певица)
Ната́лья Ю́рьевна Подо́льская (род. 20 мая 1982, Могилёв) — белорусская и российская поп-певица, участница «Фабрики звёзд-5», представлявшая Россию на конкурсе песни «Евровидение-2005».

## Биография
Родилась 20 мая 1982 года в Могилёве. Отец — Юрий Алексеевич, юрист. Мать — Нина Антоновна, директор выставочного зала. У неё есть сестра-двойняшка Юлиана, старшая сестра Татьяна и младший брат Андрей.
В 9 лет поступила в театр-студию «Радуга». Начала петь в «Студии W» Могилёвского лицея музыки и хореографии. Выиграла, будучи подростком, гран-при телевизионного конкурса молодых исполнителей «Зорная ростань» (Беларусь), международного фестиваля духовной музыки «Магутны Божа» (Могилёв) и «Goldenfest» (Польша). С 1999 по 2004 год изучала право в Белорусском институте правоведения, окончила его с красным дипломом. В 2002—2003 годах стала финалисткой на национальном Белорусском телевизионном фестивале «На перекрёстках Европы».
В 2002 году переехала в Москву и поступила на вокальное отделение в Московский институт современного искусства, где уроки певческого мастерства ей преподавала Тамара Миансарова. Летом того же года представила Беларусь на музыкальном фестивале «Славянский базар» в Витебске, по итогам которого разделила третье место с участницей от России Еленой Гуляевой. В том же году, в Праге, на международном фестивале «Universetalent Prague 2002» победила в номинациях «Лучшая песня» и «Лучший певец».
В марте 2004 Подольская участвовала в отборочном туре на «Евровидение-2004» от Беларуси. В 2004 году, пройдя кастинг, попала в проект «Первого канала» «Фабрика звёзд-5».
17 декабря 2004 года вышел дебютный альбом «Поздно». В диск вошли 13 композиций, написанных Виктором Дробышем, Еленой Стюф, Игорем Каминским и Артуром Байдо.
Песня «Поздно» долго находилась в пятёрке популярных композиций по версии хит-парада Первого канала «Золотой граммофон». 20 декабря состоялся финальный концерт «Фабрики звёзд-5» в СК «Олимпийский». По итогам зрительского голосования Наталья Подольская разделила третье место с Михаилом Веселовым.

### «Евровидение-2005»

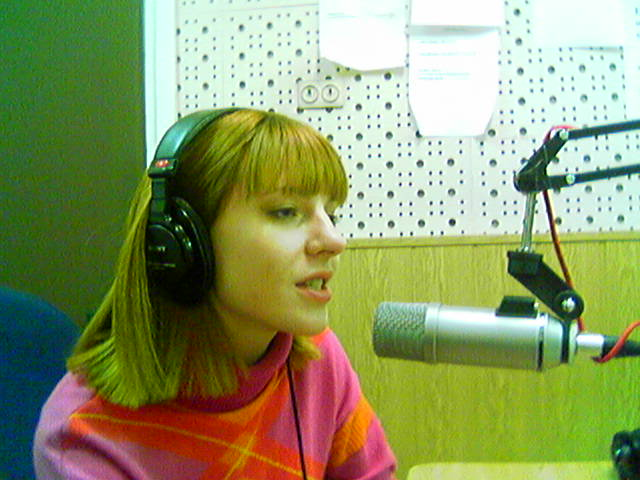
Наталья Подольская 27 февраля 2005 г.

В феврале 2005 года прошёл российский национальный отбор на конкурс песни «Евровидение». Наталья победила в финале отбора и представляла Россию с песней «Nobody Hurt No One» на конкурсе «Евровидение-2005» в Киеве. В мае, в рамках подготовки к участию в конкурсе «Евровидение», Подольская участвовала в промотуре по странам: Греция, Бельгия, Хорватия, Болгария, Молдова, Украина, Беларусь. Менеджмент певицы выпустил сингл «Nobody Hurt No One», в котором содержалось 4 версии трека (евроверсия, радиоверсия и 2 ремикса) + бонус трек «Поздно». 21 мая в Киеве прошёл финал конкурса «Евровидение-2005». Наталья Подольская выступила под номером 20, по результатам голосования заняла 15-е место.
Подольская рассказывала, что очень болезненно переживала своё поражение. «То, что происходило после выступления, я практически не помню. У меня сильно колотилось сердце, я была в состоянии аффекта. Если бы в тот момент убила человека, мне бы это точно сошло с рук», — говорила она. 15-е место явилось для певицы «полной неожиданностью и личным фиаско», но вместе с тем — и полезным уроком, который многому её научил.

### После «Евровидения»
В 2005 году на «Русском радио» прозвучала песня Натальи Подольской «Одна», а позже на эту песню был снят клип. В начале 2006 года клип был показан на музыкальных каналах, а также попал в ротацию на телеканале MTV.
Подольская гастролирует по России, исполняет новые песни, такие как «Выключи свет», «Перегорела, перелетала», «Вереницы дней», «От земли до небес». В марте 2006 года на «Русском радио» появляется ещё одна песня певицы «Зажги в небе огонь». На «Русском Радио Беларуси» песня попадает в тройку лучших. Над видеоклипом работали трио Fresh Art. Они стали не только стилистами, но и режиссёрами. С песней «Зажги в небе огонь» Подольская выступает на фестивале Первого канала «Новые песни о главном».
В личной жизни певицы происходят изменения. Она начинает встречаться с певцом Владимиром Пресняковым, а также принимает участие в различных проектах. Одним из таких стала новая телепередача «Ребёнок-робот» на телеканале ТНТ. В том же году вновь принимает участие в программе «Полный контакт: поколение next против звёзд 90-х», где соревнуется с Алёной Апиной. На съемках Подольская исполнила новую песню «Был ли ты когда-нибудь». 13 декабря 2006 года в «Ролл Холле» проходила съёмка «Битвы года. Полный контакт», Подольская исполнила песню «Одна» и дуэт с Владимиром Пресняковым «Стена».
Пробовала себя в качестве модели. На итоговом фестивале «Новые песни о главном 2006» Подольская исполняет новую песню «Был ли ты когда-нибудь».
11 марта 2007 года на интернет-портале TopHit появилась новая песня Подольской «Мой мужик». Она исполняла её на различных концертах (таких как «Новые песни о главном», «5 звезд», «Новая волна») как сольно, так и в дуэте с Владимиром Пресняковым. 2 марта выступала в «Лужниках» в концертной программе MTV «Бабий бунт» с песней «Одна» и номером «Freedom» совместно с певицей Сашей и Анастасией Стоцкой. На конкурсе «Новая волна» Подольская в дуэте с Пресняковым исполнила песню «Мой мужик». Эта же песня стала лауреатом «Новых песен о главном 2007». 6 сентября вышла песня «Жар-птица», которая была записана в Финляндии. Создали песню композитор Сергей Аристов и поэтесса Ольга Коротникова. Песня попала в ротацию «Русского радио» и других радиостанций. В среднем трек прозвучал в эфирах более 58 тыс. раз. Продюсером певицы было принято решение снять клип на песню «Жар-птица». 8 ноября состоялись съёмки клипа. режиссёром стал Марат Адельшин. Видео вышло на экраны в конце 2007 — начале 2008 года. В 2008 году Наталья получила гражданство Российской Федерации.
Подольская и Пресняков с Леонидом Агутиным и Анжеликой Варум совместно исполнили песню «Быть частью твоего». Впервые песня прозвучала на конкурсе «Новая волна». Квартетная композиция ротировалась на радиостанциях. Виктор Дробыш написал для Подольской и Преснякова песню «Ты со мной» на слова Шахматовой. Композиция не получила широкую ротацию на радио, но её можно было услышать изредка на «Радио Маяк» и «Радио Дача».

### С 2010 года
В марте 2010 года истёк срок контракта между Подольской и продюсерским центром Виктора Дробыша «Национальная музыкальная корпорация», после чего певица стала «самостоятельной творческой единицей». Следствием окончания контракта явилась возможность сценических экспериментов: в Минске в 2010 году Подольская и Пресняков дали совместный концерт с Леонидом Агутиным и Анжеликой Варум.
Первой самостоятельной работой стал новый трек, записанный совместно с израильскими диджеями Noel Gitman, — «Let’s Go». Подольская впервые исполнила музыку в стиле progressive trance. В 2010 году на фестивале «Славянский базар» в Витебске Подольская выступила с песней «Гордость», слова и музыку к которой написала Вика «Яша» Дайнеко — дочь Валерия Дайнеко из «Белорусских песняров». Была выпущена танцевальная аранжировка песни для ротации на танцевальных радиостанциях, которую помог сделать DJ Ruslan Nigmatulin. В конце августа прошли съёмки клипа на песню «Гордость», в них приняла участие сестра-близнец певицы — Юлия; презентация этого клипа прошла в клубе «Облака».
Стала лауреатом фестиваля «Песня года 2010».
Песню «Дождь» для Подольской и Преснякова написал Сергей Трофимов. Премьера песни состоялась в марте 2011 года на концерте Игоря Николаева и Юлии Проскуряковой «Одна надежда на любовь». Песня 7 недель продержалась в «Радиочарте» хит-парада Красная звезда. Песня также попала в сводный радиочарт по итогам сентября, октября и ноября.
22 декабря на портале TopHit.Ru появилась новая песня Подольской «Зима». Режиссёром клипа выступил фотограф Владимир Широков.
7 марта 2012 года на радиостанции «Первое популярное» появился новый трек Подольской — «Интуиция», автором которого стал Егор Солодовников.
В конце июня 2012 года в СМИ появилась информация о том, что осенью выйдет новая композиция под названием «Пусть говорят», также написанная Егором Солодовниковым, а затем и клип на неё. Песня стартовала 17 августа на «Первом популярном радио». 17 октября в Китае, где вместе с представителями российской эстрады участвует в мероприятии «Дни культуры России в Китае». Помимо исполнения русских песен на фестивале, Наталья стала также ведущей этого мероприятия.
В середине ноября в интернете появилась официальная версия видеоклипа «Зима», снятого ещё в январе. 4 декабря на телеканале RU.TV в программе «Стол заказов» Подольская представила это видео, а также сообщила, что в 2013 году планирует выпустить альбом.
В январе 2013 года вышел альбом DJ Smash «Новый мир», заглавной композицией которого стала дуэтная работа с Подольской. Вскоре в СМИ появилась информация, что трек «Новый мир» станет главной композицией к фильму «12 месяцев», который выйдет в прокат в конце апреля 2013 года. В феврале трек был немного изменён и перезаписан специально к фильму. 29 марта на интернет-канале ELLO состоялась премьера клипа на новую версию этой песни. В конце февраля Подольская представила новый официальный сайт. В начале апреля на нём появилась информация о том, что певица вместе с Пресняковым в мае презентовали новую песню «Kissлород», а 19—21 апреля в Киеве прошли съёмки клипа, режиссёром которого выступил Алан Бадоев.
12 сентября 2013 состоялся сольный концерт Подольской в московском клубе «Альма-Матер», где она представила новую песню из альбома «Сердечко». 15 октября 2013 года выпустила второй альбом под названием «Интуиция». В трек-лист вошли 14 песен, в том числе «Интуиция», «Kissлород», «Зима», «День опять погас», «Жар-птица» и «Новый мир».
Со 2 марта по 8 июня 2014 года участвовала в проекте «Первого канала» «Точь-в-точь», где заняла 3-е место. Весной 2014 года выпустила песню «Реальная любовь». Осенью представила песню «Там далеко», а 14 ноября состоялся большой концерт Подольской и Преснякова в «Крокус Сити Холле» в Москве. В январе 2015 года прошли съёмки нового видео на песню «Там далеко», режиссёром выступил С. Ткаченко. Подольская вернулась на сцену после рождения сына. Также была представлена новая композиция «Я всё помню» в дуэте с Владимиром Пресняковым.
В 2022 году участвовала в третьем сезоне шоу «Маска». Артистка скрывалась под костюмом Осьминога и покинула шоу в шестом выпуске.
18 октября 2022 года Подольская стала участницей девятого сезона проекта «Ледниковый период». Наталья выступала на льду в паре с олимпийским чемпионом Дмитрием Соловьевым. Она получила серьезные повреждения во время одной из тренировок. Участнице «Евровидения — 2005» наложили три шва на лицо. Наталья получила рассечение подбородка в трёх местах.

### Личная жизнь

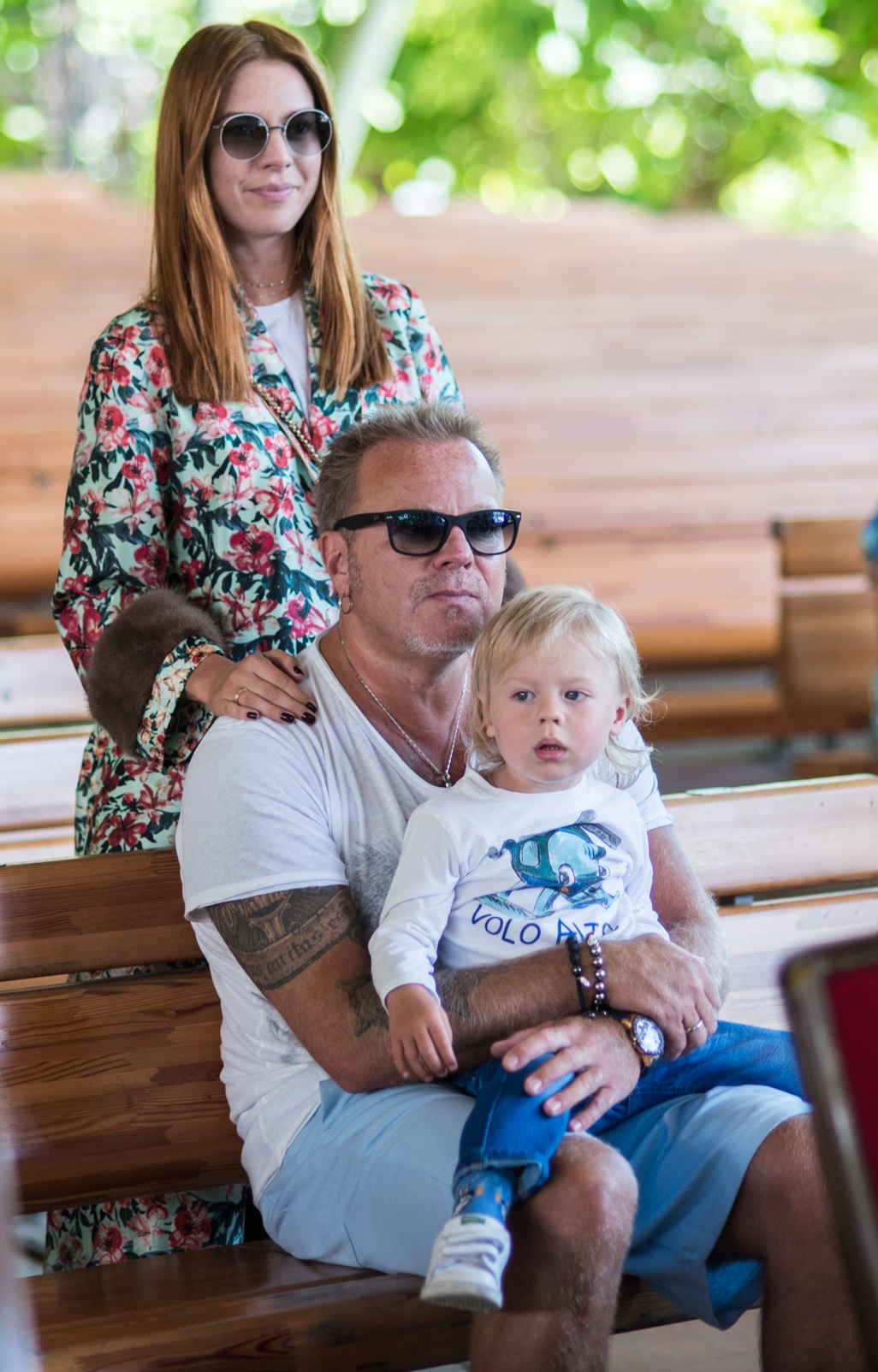
Владимир Пресняков и Наталья Подольская с сыном на фестивале «Лайма. Рандеву. Юрмала 2017»

5 июня 2010 года Наталья Подольская вышла замуж за певца Владимира Преснякова-младшего. Церемония венчания проходила в столичном храме Святых бессребреников Космы и Дамиана на Маросейке. «Медовый месяц» в Таиланде, о котором писала пресса, по утверждению певицы, был придуман журналистами.
В конце января 2015 года стало известно, что они ожидают появления на свет своего первенца в конце весны — начале лета. 5 июня Наталья Подольская родила сына Артемия. 19 июля того же года родители крестили мальчика в московском храме святых бессребреников Космы и Дамиана на Маросейке.
22 октября 2020 года родила сына Ивана.

## Награды
| Год  | Премия                                         | Награда                   | Номинация | Песня                                           |
| ---- | ---------------------------------------------- | ------------------------- | --------- | ----------------------------------------------- |
| 2002 | Славянский базар в Витебске                    | Победа                    |           |                                                 |
| 2002 | Universetalent Prague 2002                     | Лучший певец Лучшая песня |           |                                                 |
| 2004 | Фабрика звёзд — 5                              | 3-е место                 |           |                                                 |
| 2005 | MTV RMA 2005                                   | Лучший дебют              | Номинация | «Поздно»                                        |
| 2008 | Песня года                                     | Лауреат                   |           | «Быть частью твоего» (Варум, Агутин, Пресняков) |
| 2009 | Песня года                                     | Лауреат                   |           | «Ты со мной» (В. Пресняков)                     |
| 2010 | Песня года                                     | Лауреат                   |           | «День опять погас» (Варум)                      |
| 2011 | Песня года                                     | Лауреат                   |           | «Дождь» (Пресняков)                             |
| 2013 | Песня года                                     | Лауреат                   |           | «Кислород» (Пресняков)                          |
| 2014 | IV Русская музыкальная премия телеканала RU.TV | -                         | Номинация | «Кислород» (Пресняков)                          |
| 2015 | Золотой граммофон                              | Победа                    |           | «Кислород» (Пресняков)                          |

## Дискография

### Студийные альбомы
| №                   | Название                                          | Длительность |
| ------------------- | ------------------------------------------------- | ------------ |
| 1.                  | «Everybody Dance»                                 | 2:58         |
| 2.                  | «Поздно»                                          | 3:33         |
| 3.                  | «Прости»                                          | 3:02         |
| 4.                  | «Сердца стук»                                     | 3:19         |
| 5.                  | «Мир на двоих»                                    | 3:25         |
| 6.                  | «Две свечи»                                       | 4:08         |
| 7.                  | «Ночь и день»                                     | 4:05         |
| 8.                  | «Мальчик» (Trance Version)                        | 4:07         |
| 9.                  | «Времени Нет»                                     | 5:22         |
| 10.                 | «Рэчанька»                                        | 2:31         |
| 11.                 | «Поздно»                                          | 3:40         |
| 12.                 | «Everybody Dance» (Remix)                         | 3:39         |
| 13.                 | «Любовь, которой больше нет» (feat. Авраам Руссо) | 3:10         |
| Общая длительность: | Общая длительность:                               | 44:99        |

| №                   | Название                                         | Длительность |
| ------------------- | ------------------------------------------------ | ------------ |
| 1.                  | «Интуиция»                                       | 3:17         |
| 2.                  | «KISSлород» (совм. с Владимиром Пресняковым мл.) | 3:48         |
| 3.                  | «Зима»                                           | 3:53         |
| 4.                  | «Прощаю»                                         | 3:56         |
| 5.                  | «Пусть говорят»                                  | 3:34         |
| 6.                  | «Сердечко»                                       | 3:44         |
| 7.                  | «Жар-птица»                                      | 3:27         |
| 8.                  | «День опять погас» (совм. с Анжеликой Варум)     | 3:49         |
| 9.                  | «Одна»                                           | 3:38         |
| 10.                 | «Любовь-наркотик»                                | 2:47         |
| 11.                 | «Право на счастье»                               | 4:01         |
| 12.                 | «Гордость»                                       | 3:22         |
| 13.                 | «Дождь» (совм. с Владимиром Пресняковым мл.)     | 3:41         |
| 14.                 | «Новый мир» (совм. со Smash)                     | 4:13         |
| Общая длительность: | Общая длительность:                              | 47:90        |

| №                   | Название             | Длительность |
| ------------------- | -------------------- | ------------ |
| 1.                  | «Феникс»             | 3:24         |
| 2.                  | «Сильная / слабая»   | 3:12         |
| 3.                  | «Плачь»              | 3:24         |
| 4.                  | «Ни много, ни мало»  | 3:46         |
| 5.                  | «Землянин»           | 3:35         |
| 6.                  | «Ты больше, чем мой» | 3:07         |
| 7.                  | «Проиграл»           | 3:33         |
| 8.                  | «Маму я не обману»   | 3:28         |
| 9.                  | «Как на войне»       | 3:37         |
| 10.                 | «Останься со мной»   | 4:20         |
| Общая длительность: | Общая длительность:  | 33:66        |

| №                   | Название                                                  | Длительность |
| ------------------- | --------------------------------------------------------- | ------------ |
| 1.                  | «Секрет»                                                  | 3:13         |
| 2.                  | «Отель»                                                   | 3:28         |
| 3.                  | «Спутники»                                                | 3:22         |
| 4.                  | «Такая сильная любовь»                                    | 3:39         |
| 5.                  | «boy»                                                     | 2:58         |
| 6.                  | «Быть самой собой»                                        | 3:47         |
| 7.                  | «Ностальгия»                                              | 3:37         |
| 8.                  | «Забери»                                                  | 3:07         |
| 9.                  | «Не отвернусь»                                            | 3:09         |
| 10.                 | «Почему небо плачет» (совм. с Владимиром Пресняковым мл.) | 4:09         |
| 11.                 | «Я тоже»                                                  | 3:40         |
| 12.                 | «Конечно, да!»                                            | 3:13         |
| 13.                 | «Мама»                                                    | 3:13         |
| Общая длительность: | Общая длительность:                                       | 41:35        |

### Сборники
| Название            | Информация                                                                                     | Примечание |
| ------------------- | ---------------------------------------------------------------------------------------------- | --- |
| Сборник             | - Релиз: 1 января 2013 - Лейбл: Первое музыкальное Издательство - Формат: Цифровая дистрибуция | \| № \| Название \| Длительность \| \| ------------------- \| ------------------------------------------------- \| ------------ \| \| 1. \| «Ты со мной» (совм. с Владимиром Пресняковым мл.) \| 3:06 \| \| 2. \| «Был ли ты когда-нибудь» \| 3:39 \| \| 3. \| «Выключи свет» \| 3:01 \| \| 4. \| «Никто и никогда» \| 3:49 \| \| 5. \| «Жар-птица» \| 3:32 \| \| 6. \| «Перегорела, перелетала» \| 3:24 \| \| 7. \| «Прощаю» \| 4:03 \| \| 8. \| «Зажги в небе огонь (Она)» \| 3:24 \| \| 9. \| «Птица вольная (Одна)» \| 3:41 \| \| 10. \| «Nobody Hurt No One» \| 3:19 \| \| 11. \| «Интуиция» \| 3:19 \| \| Общая длительность: \| Общая длительность: \| 36:57 \| |
| №                   | Название                                                                                       | Длительность |
| 1.                  | «Ты со мной» (совм. с Владимиром Пресняковым мл.)                                              | 3:06 |
| 2.                  | «Был ли ты когда-нибудь»                                                                       | 3:39 |
| 3.                  | «Выключи свет»                                                                                 | 3:01 |
| 4.                  | «Никто и никогда»                                                                              | 3:49 |
| 5.                  | «Жар-птица»                                                                                    | 3:32 |
| 6.                  | «Перегорела, перелетала»                                                                       | 3:24 |
| 7.                  | «Прощаю»                                                                                       | 4:03 |
| 8.                  | «Зажги в небе огонь (Она)»                                                                     | 3:24 |
| 9.                  | «Птица вольная (Одна)»                                                                         | 3:41 |
| 10.                 | «Nobody Hurt No One»                                                                           | 3:19 |
| 11.                 | «Интуиция»                                                                                     | 3:19 |
| Общая длительность: | Общая длительность:                                                                            | 36:57 |

### Синглы
- 2003 — Unstoppable
- 2004 — Everybody Dance
- 2004 — Поздно
- 2005 — Nobody Hurt No One
- 2005 — Одна
- 2006 — Зажги в небе огонь
- 2007 — Жар-птица
- 2008 — Никто и никогда
- 2008 — Не отпускай
- 2009 — Любовь-наркотик
- 2009 — Быть частью твоего (квартет)
- 2010 — Гордость
- 2011 — Дождь (с Владимиром Пресняковым)
- 2012 — Интуиция
- 2012 — Зима
- 2013 — Новый мир (c DJ Smash!!)
- 2013 — KISSлород (с Владимиром Пресняковым)
- 2013 — Прощаю
- 2014 — Там далеко
- 2015 — Я всё помню (с Владимиром Пресняковым)
- 2016 — Дыши (с Владимиром Пресняковым)
- 2017 — Маму я не обману
- 2017 — Ни много ни мало
- 2017 — Землянин
- 2017 — Проиграл
- 2018 — Сильная Слабая
- 2019 — Как на войне
- 2019 — Феникс
- 2020 — boy
- 2020 — Почему небо плачет (с Владимиром Пресняковым)
- 2021 — Аяуаска
- 2021 — Спутники
- 2021 — Зима (с Димой Пермяковым)
- 2022 — Быть самой собой
- 2022 — Мама
- 2022 — Такая сильная любовь
- 2023 — Не отвернусь
- 2023 — Отель
- 2023 — Я тоже
- 2023 — Все домой
- 2023 — Любовь выбрала нас (с Владимиром Пресняковым)

## Видеография
| Год  | Название клипа                 | Режиссёр                             | Съёмки |
| ---- | ------------------------------ | ------------------------------------ | --- |
| 2005 | Nobody Hurt No One             | Игорь Бурлофф                        | Клип снимался в столице Финляндии Хельсинки, в знаменитом клубе Tavastia. «Nobody Hurt No One» — дебютный видеоклип Натальи Подольской. Музыку к этой песне написал Виктор Дробыш. |
| 2005 | Птица вольная (Одна)           | Максим Рожков                        | Оператор клипа — Эдуард Мошкович. Ротация клипа началась в 2006 году. |
| 2006 | Зажги в небе огонь (Она)       | Трио Fresh Art                       | Клип снимался в конце мая 2006 года на заводе АЗЛК «ЗИЛ». |
| 2007 | Жар-птица                      | Марат Адельшин                       | Съемки состоялись 8 ноября 2007 года. |
| 2008 | Ты со мной (ft. В. Пресняков)  | Александр Солоха                     | Клип был снят в Москве 4 декабря 2008 года. |
| 2010 | Гордость                       | Ольга Городецкая                     | Клип снят в августе 2010 года. В клипе снялась сестра Натальи Юлиана. |
| 2012 | Зима                           | Владимир Широков                     | Клип снят в середине января 2012 года. |
| 2012 | Интуиция                       | Сергей Ткаченко                      | Съёмки клипа прошли в Париже 24 марта 2012 года. На экраны видео вышло в конце апреля.                                                                                             |
| 2013 | Новый мир (ft. DJ Smash)       | Дмитрий Самохвалов, Александр Баршак | Песня «Новый мир» входит в саундтрек к фильму «12 месяцев». Клип состоит из кадров с записи трека в студии и кадров самого фильма.                                                 |
| 2013 | Kissлород (ft. В. Пресняков)   | Алан Бадоев                          | Съёмки клипа прошли с 19 по 21 апреля в Киеве. Клип вышел на экраны в конце мая.                                                                                                   |
| 2014 | Прощаю                         | Сергей Ткаченко                      | Вышел на экраны в 2014 году. |
| 2015 | Там далеко                     | Сергей Ткаченко                      | Съёмки прошли в конце января 2015 года. |
| 2015 | Я всё помню (ft. В. Пресняков) | Алан Бадоев                          | Клип вышел на экраны в октябре 2015 года. |
| 2016 | Дыши (ft. В. Пресняков)        | Сергей Ткаченко                      | Клип вышел на экраны в октябре 2016 года. |
| 2017 | Маму я не обману               | Кирилл Ганцев                        | Клип снимали 10 мая 2017 года в одной из башен «Москва-Сити». На экраны вышел 30 мая.                                                                                              |
| 2017 | Ни много ни мало               | Дмитрий Голубев                      | Клип снимали 20 октября 2017 года в два этапа: часть была отснята в Крылатском лесу в Москве, а другая — на студии. Релиз видеоработы состоялся 27 ноября 2017 года.               |
| 2018 | Проиграл                       | Алексей Голубев                      | |
| 2018 | Сильная Слабая                 | Кирилл Ганцев                        | |
| 2019 | Землянин                       | Сережа Ткаченко                      | |
| 2019 | Феникс                         | Александр Конышев                    | |
| 2020 | Плачь                          | Виталий Николаев                     | |
| 2020 | Останься со мной               | Росс Родзин                          | |
| 2021 | Аяуаска                        | Виталий Николаев                     | |

## Санкции
18 марта 2022 года выступила в «Лужниках» на митинге-концерте в честь годовщины аннексии Крыма Россией под названием «Zа мир без нацизма! Zа Россию! Zа Президента». 9 мая 2022 года Латвия запретила Подольской въезд в страну на неопределенное время в связи с поддержкой вторжения России на Украину. Национальное агентство по предотвращению коррупции Украины выступило с инициативой о введении против Подольской международных санкций за важную роль в российской пропаганде, кроме того она «поддержала российскую политику, подрывающую территориальную целостность, суверенитет и независимость Украины, аннексию Крыма». Ранее Подольская была внесена ФБК в список коррупционеров и разжигателей войны из-за участия в концертах в поддержку войны против Украины.

## Галерея

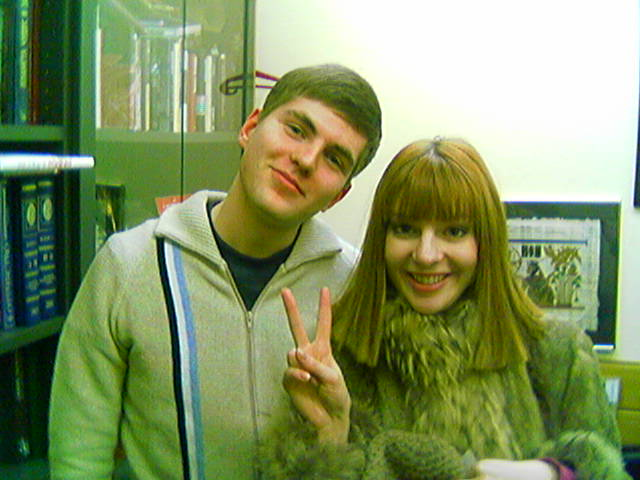
Дмитрий Борисов (слева) и Наталья Подольская (справа) в 2005 году